# پلامر تریر
پلامر تریر (به انگلیسی: Plummer Terrier)، نام یکی از نژادهای سگ است که خاستگاه آن به بریتانیا بازمی‌گردد.